# Lionel Belmore

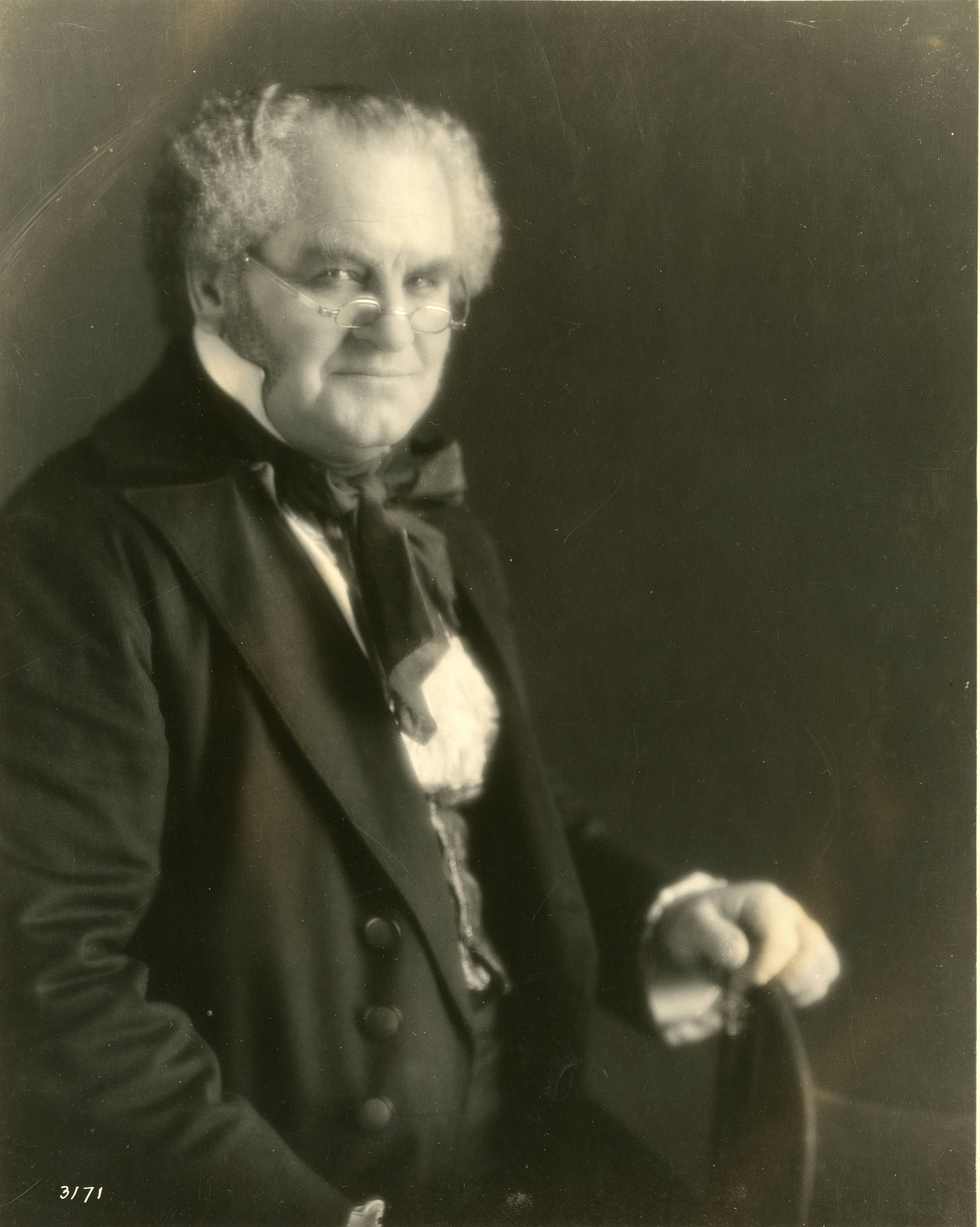
Lionel Belmore (1923)

Lionel Belmore (* 12. Mai 1867 in Wimbledon, London, England; † 30. Januar 1953 in Woodland Hills, Los Angeles, Kalifornien, USA) war ein britischer Film- und Theaterschauspieler sowie Stummfilmregisseur.

## Leben
Lionel Belmore begann seine Karriere am Theater, dem er über ein halbes Jahrhundert verbunden blieb. Auch seine jüngere Schwester Daisy Belmore arbeitete später als Schauspielerin. Er wanderte nach Amerika und trat von 1899 bis 1916 in über 25 Stücken am Broadway auf. 1914 gab er sein Filmdebüt mit dem Kurzfilm Taken By Storm, noch im selben Jahr drehte er seinen ersten Film als Regisseur. Nach 14 Filmen bis 1918 beendete Belmore seine Laufbahn als Regisseur und konzentrierte sich daraufhin ganz auf seine Karriere als Schauspieler. Während der korpulente Darsteller im Stummfilm meist größere Nebenrollen innehatte, nahm die Größe seiner Auftritte im Tonfilm ab und Belmore wurde immer häufiger nicht im Abspann erwähnt.
Der Schauspieler trat nun meistens in kleinen, aber markanten Nebenrollen in zahlreichen Klassikern der 1930er-Jahre auf, zum Beispiel David Copperfield, Meuterei auf der Bounty, Robin Hood, König der Vagabunden und Der Glöckner von Notre Dame. Meist verkörperte Belmore dabei etwas nervöse oder bemitleidenswerte ältere Herren, so auch in seinem heute wohl bekanntesten Filmauftritt als weinerlicher Bürgermeister Vogel im Horrorfilm-Klassiker Frankenstein von 1931. Im Jahr 1943 zog sich der mittlerweile über 70-jährige Belmore nach rund 180 Kinofilmen aus dem Hollywood-Geschäft zurück, sein letzter Film wurde allerdings erst 1945 veröffentlicht. Lionel Belmore starb 1953 im Alter von 85 Jahren.

## Filmografie (Auswahl)
- 1914: Taken by Storm
- 1918: The Beautiful Mrs. Reynolds
- 1918: Leap to Fame
- 1920: Milestones
- 1920: Madame X
- 1921: The Sting of the Lash
- 1922: Kindred of the Dust
- 1922: Oliver Twist
- 1922: Peg o’ My Heart
- 1923: An der Grenze des Gesetzes (Within the Law)
- 1924: A Fool’s Awakening
- 1924: Die Seeteufel (The Sea Hawk)
- 1924: Der Senator und die Tänzerin (The Silent Watcher)
- 1924: Der Boy aus Flandern (A Boy of Flanders)
- 1925: Madame Behave
- 1925: The Storm Breaker
- 1926: Galgenhochzeit (Bardelys the Magnificent)
- 1926: Der Rabe von London (The Blackbird)
- 1927: Winners of the Wilderness
- 1927: König der Könige (The King of Kings)
- 1927: Alt-Heidelberg (The Student Prince in Old Heidelberg)
- 1927: Hauptmann Sorrell und sein Sohn (Sorrell and Son)
- 1927: Nur nicht locker lassen (The Demi-Bride)
- 1927: Der Held des grünen Rasens (The Sunset Derby)
- 1928: Rose-Marie
- 1929: Liebesparade (The Love Parade)
- 1929: Der jüngste Leutnant (Devil-May-Care)
- 1930: Monte Carlo
- 1930: Banditenlied (The Rogue Song)
- 1931: Frankenstein
- 1931: Alexander Hamilton
- 1931: Safe in Hell
- 1932: Im Zeichen des Kreuzes (The Sign of the Cross)
- 1932: So Big
- 1933: Kavalkade (Cavalcade)
- 1933: Berkeley Square
- 1933: Oliver Twist
- 1933: Ich bin Susanne (I Am Suzanne!)
- 1934: Cleopatra
- 1934: Alles liebt, alles lügt (The Affairs of Cellini)
- 1934: Das Rätsel von Monte Christo (The Count of Monte Cristo)
- 1935: Wir sind vom schottischen Infanterie-Regiment (Bonnie Scotland)
- 1935: David Copperfield
- 1935: Kampf um Indien (Clive of India)
- 1935: Meuterei auf der Bounty (Mutiny on the Bounty)
- 1936: Der kleine Lord (Little Lord Fauntleroy)
- 1936: Der Letzte der Mohikaner (The Last of the Mohicans)
- 1936: Maria von Schottland (Mary of Scotland)
- 1936: The White Angel
- 1937: Der Prinz und der Bettelknabe (The Prince and the Pauper)
- 1937: Topper – Das blonde Gespenst (Topper)
- 1937: It’s Love I’m After
- 1937: The Toast of New York
- 1938: The Declaration of Independence
- 1938: Robin Hood, König der Vagabunden (The Adventures of Robin Hood)
- 1938: Wenn ich König wär (If I Were King)
- 1939: Frankensteins Sohn (Son of Frankenstein)
- 1939: Der Henker von London (Tower of London)
- 1939: Der Glöckner von Notre Dame (The Hunchback of Notre Dame)
- 1940: Die Irrwege des Oliver Essex (My Son, My Son!)
- 1940: Der Sohn von Monte Christo (The Son of Monte Christo)
- 1941/45: I Was a Criminal
- 1942: Frankenstein kehrt wieder (The Ghost of Frankenstein)